# Leonard Whiting
Leonard Whiting (* 30. Juni 1950 in London, England) ist ein britischer Film- und Theaterschauspieler.

## Leben und Karriere
Leonard Whiting wuchs als ältestes von drei Kindern von Arthur Leonard Whiting, einem Fabrikanten von Ausstellungsmöbeln, und seiner Frau Peggy Joyce O’Sullivan in Hampstead auf. Er hat zwei jüngere Schwestern, Linda und Anne.
Whiting besuchte die St. Richard of Chichester School in Camden und nahm 1962, im Alter von 12 Jahren, erstmals bei einem Casting teil. Hier wurde ein Agent auf ihn aufmerksam, der ihn unter Vertrag nahm, und ihn für die Rolle des Artful Dodger in Lionel Barts Musical Oliver! verpflichtete. Insgesamt 18 Monate sollte Whiting in London auf der Bühne stehen, ehe er 13 weitere Monate mit William Congreves Love for Love auf Tournee ging, und so auch in Moskau und Berlin Halt machte. 1965 machte Whiting sein Debüt im Fernsehen mit einer Rolle als Page in der Fernsehserie A Poor Gentleman.
Über Nacht wurde der damals 18-jährige Whiting im Jahre 1968 bekannt: In Franco Zeffirellis Shakespeare-Verfilmung Romeo und Julia verkörperte er die männliche Titelrolle und gewann 1969 sogar den Golden Globe in der Kategorie Bester Nachwuchsdarsteller. Einige Kritiker verglichen ihn damals bereits mit einem jungen Laurence Olivier, doch der dauerhafte Erfolg sollte sich für ihn nicht einstellen. Später drehte Whiting nur noch wenige Filme, auch da er sich unzufrieden mit den romantischen Rollen zeigte, die er nach Romeo und Julia angeboten bekam. In den folgenden Jahrzehnten arbeitete Whiting hauptsächlich als Theaterschauspieler und versuchte sich als Autor. Ab 1990 sprach er in der Zeichentrickserie Der Traumstein die Figur des Urpgor. 2015 stand er neben Olivia Hussey in dem Film Social Suicide, einer modernen Verarbeitung des Romeo und Julia-Themas, erstmals seit Jahrzehnten wieder vor der Kamera.
Leonard Whiting war zweimal verheiratet, beide Ehen wurden geschieden: Von 1971 bis 1977 mit Cathee Dahmen sowie von 1995 bis 2011 mit Lynn Presser. Aus seiner ersten Ehe hat er eine Tochter, eine zweite kommt aus einer Verbindung mit Valerie Tobin.
Anfang 2023 verklagte er gemeinsam mit Julia-Darstellerin Olivia Hussey das Filmstudio Paramount Pictures um mehr als 500 Millionen US-Dollar, weil sie 1968 in Romeo und Julia in einer Nacktszene auftreten mussten, als sie noch Teenager waren. Im Mai 2023 wurde die Klage abgewiesen.

## Filmografie
- 1965: The Legend of Young Dick Turpin (1966 ausgestrahlt als Fernsehversion in zwei Folgen von Walt Disneys bunte Welt)
- 1965: A Poor Gentleman (Fernsehserie, 2 Folgen)
- 1965: Laughter from the Whitehall (Fernsehserie, Folge 1x09)
- 1968: Romeo und Julia (Romeo and Juliet)
- 1969: Der Untergang des Sonnenreiches (The Royal Hunt of the Sun)
- 1969: Kindheit, Berufung und erste Erlebnisse des Venezianers Giacomo Casanova (Infanzia, vocazione e prime esperienze di Giacomo Casanova, veneziano)
- 1971: Say Hello to Yesterday
- 1972: Wie bitte werde ich ein Held? (À la guerre comme à la guerre)
- 1973: Love Story (Fernsehserie, Folge 10x13)
- 1973: Frankenstein, wie er wirklich war (Frankenstein: The True Story, Fernsehfilm)
- 1973: Smike! (Fernsehfilm)
- 1975: Rachel’s Man
- 1990–1995: Der Traumstein (The Dreamstone, Fernsehserie, 16 Folgen, Stimme von Urpgor)
- 2015: Social Suicide